# Volksbank in Schaumburg und Nienburg
Die Volksbank in Schaumburg und Nienburg eG mit Sitz in Rinteln ist eine deutsche Volksbank in der Rechtsform einer eingetragenen Genossenschaft. 

## Geschichte
Die Volksbank in Schaumburg und Nienburg eG ist aus der Fusion der Volksbank eG, Nienburg mit der Volksbank in Schaumburg eG, Rinteln zum 1. Januar 2022 hervorgegangen.
Die Wurzeln der ehemaligen Volksbank in Schaumburg eG liegen in Rinteln. Dort wurde sie 1868 unter dem Namen „Vorschussverein Rinteln“ gegründet. 2003 schlossen die Volksbank Bückeburg-Rinteln eG, der Volksbank Obernkirchen eG, Volksbank Kirchhorsten eG und Volksbank Nordschaumburg eG zur Volksbank in Schaumburg zusammen. 
Die Volksbank eG, Nienburg, entstand im 19. Jahrhundert. Ab 1961 begannen die zur damaligen Zeit eigenständigen Banken, sich zu größeren Häusern zusammenzuschließen. Die aus den Zusammenschlüssen entstandenen Häuser Volksbank Haßbergen (1979), Volksbank Husum (1988), Volksbank Rodewald (1989) sowie Raiffeisen-Warengenossenschaft Rodewald (1989) fusionierten von 1979 bis 1989 mit der Volksbank Nienburg. Auch im Raum des Steinhuder Meeres kam es zu weiteren Zusammenschlüssen. So schlossen sich die Volksbank Steinhude und die Volksbank Wunstorf 1987 zu der Volksbank Wunstorf/Steinhude zusammen. Im Jahre 1991 erfolgte der Zusammenschluss der Volksbank Nienburg und der Volksbank Wunstorf/Steinhude. Die Volksbank Steyerberg ist im Jahre 2000 aus der Volksbank Steyerberg und der Volksbank Raddestorf hervorgegangen. Zuletzt fusionierte zum 1. Januar 2017 die Volksbank eG, Nienburg mit der Volksbank eG, Steyerberg zur heutigen Bank. 

## Niederlassungen
Die Volksbank in Schaumburg und Nienburg eG unterhält 18 Geschäftsstellen. Neben den zwei Verwaltungssitzen in Nienburg/Weser und Bückeburg sind folgende Geschäftsstellen vorhanden: Bad Eilsen, Bad Nenndorf, Holtorf, Kirchhorsten, Krankenhagen, Lindhorst, Nordstadt, Obernkirchen, Rehburg, Rehren, Rinteln, Steinhude, Steyerberg, Stolzenau, Uchte und Wunstorf.